# Sophie Amiach
Pour les articles homonymes, voir Amiach.
Sophie Amiach (née le 10 novembre 1963 à Paris) est une joueuse de tennis française, professionnelle de 1980 à 1995.
Son meilleur résultat en simple est un quart de finale à l'Open d'Australie 1984. En double, elle a atteint une finale sur le circuit principal.

## Biographie
Née à Paris, Sophie Amiach grandit dans le sud de la France dans les environs de Nice. Comptant parmi les meilleures junior de sa génération, elle atteint à seize ans les quarts de finale du double dames de l'Open d'Australie 1980 avec Catherine Tanvier. L'année suivante avec Corinne Vanier, elle remporte le tournoi junior double fille à Roland-Garros.
Elle est sélectionnée en 1981 dans l'équipe de France à l'occasion de la Coupe de la Fédération.
En 1984, issue des qualifications, elle atteint les quarts de finale à l'Open d'Australie (battue par Chris Evert), sa meilleure performance en simple dans une épreuve du Grand Chelem.

## Palmarès

### Titre en double dames
Aucun.

### Finale en double dames
| No | Date       | Nom et lieu du tournoi   | Catégorie | Dotation | Surface      | Vainqueures                | Partenaire       | Score    |          |
| -- | ---------- | ------------------------ | --------- | -------- | ------------ | -------------------------- | ---------------- | -------- | -------- |
| 1  | 01-05-1989 | Coppa Mantegazza Tarente | Tier V    | 50 000 $ | Terre (ext.) | Sabrina Goleš Mercedes Paz | Emmanuelle Derly | 6-2, 6-2 | Parcours |

## Parcours en Grand Chelem

### En simple dames
| Année | Open d'Australie (janvier) | Open d'Australie (janvier) | Internationaux de France | Internationaux de France | Wimbledon       | Wimbledon           | US Open         | US Open           | Open d'Australie (décembre) | Open d'Australie (décembre) |
| ----- | -------------------------- | -------------------------- | ------------------------ | ------------------------ | --------------- | ------------------- | --------------- | ----------------- | --------------------------- | --------------------------- |
| 1981  | n/a                        | n/a                        | 1er tour (1/64)          | Sandy Collins            | -               | -                   | -               | -                 | -                           | -                           |
| 1982  | n/a                        | n/a                        | 1er tour (1/64)          | Michaela Pazderová       | -               | -                   | 1er tour (1/64) | Peanut Louie      | -                           | -                           |
| 1983  | n/a                        | n/a                        | 1er tour (1/64)          | Camille Benjamin         | -               | -                   | -               | -                 | 1er tour (1/32)             | Anne White                  |
| 1984  | n/a                        | n/a                        | 2e tour (1/32)           | Claudia Kohde-Kilsch     | 2e tour (1/32)  | Susan Leo           | 1er tour (1/64) | Ann Henricksson   | 1/4 de finale               | Chris Evert                 |
| 1985  | n/a                        | n/a                        | 1er tour (1/64)          | Raffaella Reggi          | 1er tour (1/64) | Jenny Byrne         | 1er tour (1/64) | Kateřina Skronská | 1er tour (1/32)             | Nicole Provis               |
| 1986  | n/a                        | n/a                        | 1er tour (1/64)          | Gretchen Rush            | -               | -                   | -               | -                 | n/a                         | n/a                         |
| 1989  | -                          | -                          | 3e tour (1/16)           | Conchita Martínez        | 2e tour (1/32)  | Raffaella Reggi     | 2e tour (1/32)  | Conchita Martínez | n/a                         | n/a                         |
| 1990  | -                          | -                          | 2e tour (1/32)           | Sandra Cecchini          | 1er tour (1/64) | Martina Navrátilová | -               | -                 | n/a                         | n/a                         |
| 1992  | -                          | -                          | 1er tour (1/64)          | Ginger Helgeson          | -               | -                   | -               | -                 | n/a                         | n/a                         |
| 1993  | -                          | -                          | 1er tour (1/64)          | Patricia Hy              | -               | -                   | -               | -                 | n/a                         | n/a                         |

À droite du résultat, l’ultime adversaire.

### En double dames
| Année | Open d'Australie (janvier)    | Open d'Australie (janvier) | Internationaux de France     | Internationaux de France    | Wimbledon                     | Wimbledon                 | US Open                      | US Open                    | Open d'Australie (décembre) | Open d'Australie (décembre) |
| ----- | ----------------------------- | -------------------------- | ---------------------------- | --------------------------- | ----------------------------- | ------------------------- | ---------------------------- | -------------------------- | --------------------------- | --------------------------- |
| 1980  | n/a                           | n/a                        | -                            | -                           | -                             | -                         | -                            | -                          | 1/4 de finale C. Tanvier    | Rosie Casals W. Turnbull    |
| 1981  | n/a                           | n/a                        | -                            | -                           | -                             | -                         | -                            | -                          | 1er tour (1/16) C. Vanier   | D. Fromholtz P. Teeguarden  |
| 1982  | n/a                           | n/a                        | 2e tour (1/16) C. Vanier     | K. Horvath Y. Vermaak       | -                             | -                         | 2e tour (1/16) C. Vanier     | Bettina Bunge Kohde-Kilsch | -                           | -                           |
| 1983  | n/a                           | n/a                        | 1er tour (1/32) R. Giscafré  | R. Fairbank C. Reynolds     | -                             | -                         | -                            | -                          | -                           | -                           |
| 1984  | n/a                           | n/a                        | 1er tour (1/32) Pat Medrado  | Penny Barg L. Bernstein     | -                             | -                         | -                            | -                          | 1er tour (1/16) C. Vanier   | L. Antonoplis Virginia Wade |
| 1985  | n/a                           | n/a                        | 1er tour (1/32) C. Vanier    | Anne Minter E. Minter       | 2e tour (1/16) B. Gerken      | Jo Durie Chris Evert      | 1er tour (1/32) B. Gerken    | Laura Arraya Amy Holton    | 1er tour (1/16) B. Gerken   | Elise Burgin E. Smylie      |
| 1986  | n/a                           | n/a                        | 1er tour (1/32) Susan Rimes  | Jo Durie Anne Hobbs         | 2e tour (1/16) H. Ludloff     | Elna Reinach M. Reinach   | 2e tour (1/16) Diane Farrell | A. Moulton Anne White      | n/a                         | n/a                         |
| 1987  | -                             | -                          | 3e tour (1/8) N. Herreman    | I. Demongeot N. Tauziat     | -                             | -                         | 1er tour (1/32) N. Herreman  | MJ Fernández P. Tarabini   | n/a                         | n/a                         |
| 1988  | -                             | -                          | 1er tour (1/32) Jill Smoller | Louise Field Laura Garrone  | -                             | -                         | -                            | -                          | n/a                         | n/a                         |
| 1989  | -                             | -                          | 2e tour (1/16) N. Herreman   | A. Sánchez J. Wiesner       | 1er tour (1/32) M. Strandlund | Anne Minter J. Richardson | 1er tour (1/32) Van Nostrand | Nicole Provis Elna Reinach | n/a                         | n/a                         |
| 1990  | -                             | -                          | 1er tour (1/32) N. Herreman  | C. Lindqvist M. Lindström   | 1er tour (1/32) Louise Allen  | P. Langrová Pospíšilová   | 1er tour (1/32) Patricia Hy  | Jana Novotná Helena Suková | n/a                         | n/a                         |
| 1991  | 1er tour (1/32) M. Strandlund | K. Radford Jill Smoller    | 1er tour (1/32) K. Quentrec  | Kohde-Kilsch Leila Meskhi   | -                             | -                         | -                            | -                          | n/a                         | n/a                         |
| 1992  | -                             | -                          | 1er tour (1/32) A. Fusai     | Patty Fendick A. Strnadová  | -                             | -                         | -                            | -                          | n/a                         | n/a                         |
| 1993  | -                             | -                          | 1er tour (1/32) K. Quentrec  | S. McCarthy Kimberly Po     | -                             | -                         | -                            | -                          | n/a                         | n/a                         |
| 1994  | -                             | -                          | 1er tour (1/32) C. Suire     | E. Maniokova Leila Meskhi   | -                             | -                         | -                            | -                          | n/a                         | n/a                         |
| 1995  | -                             | -                          | 1er tour (1/32) V. Paynter   | Katrina Adams Zina Garrison | 2e tour (1/16) S. Testud      | Julie Halard N. Tauziat   | 1er tour (1/32) V. Paynter   | C. Delisle Nicole Pratt    | n/a                         | n/a                         |

Sous le résultat, la partenaire ; à droite, l’ultime équipe adverse.

### En double mixte
| Année | Open d'Australie (janvier), | Open d'Australie (janvier), | Internationaux de France      | Internationaux de France    | Wimbledon                   | Wimbledon             | US Open                      | US Open                   | Open d'Australie (décembre), | Open d'Australie (décembre), |
| ----- | --------------------------- | --------------------------- | ----------------------------- | --------------------------- | --------------------------- | --------------------- | ---------------------------- | ------------------------- | ---------------------------- | ---------------------------- |
| 1982  | n/a                         | n/a                         | 1er tour (1/16) Hugo Roverano | S. Mascarin Pat Cash        | -                           | -                     | -                            | -                         | n/a                          | n/a                          |
| 1983  | n/a                         | n/a                         | 1er tour (1/32) J. Haillet    | Lucia Romanov F. Segarceanu | -                           | -                     | -                            | -                         | n/a                          | n/a                          |
| 1987  | -                           | -                           | 1er tour (1/32) M. Bahrami    | Louise Field Desmond Tyson  | -                           | -                     | -                            | -                         | n/a                          | n/a                          |
| 1989  | -                           | -                           | 2e tour (1/16) A. Boetsch     | Zina Garrison Rick Leach    | -                           | -                     | 1er tour (1/16) R. Van't Hof | Patty Fendick Scott Davis | n/a                          | n/a                          |
| 1995  | -                           | -                           | -                             | -                           | 1er tour (1/32) Piet Norval | C. Porwik Tom Nijssen | -                            | -                         | n/a                          | n/a                          |

Sous le résultat, le partenaire ; à droite, l’ultime équipe adverse.

## Parcours en Coupe de la Fédération
| #                                                                  | Date       | Lieu  | Surface      | Gagnante(s)                  | Perdante(s)                     | Score         |          |
|                                                                    |            |       |              |                              |                                 |               |          |
| 1981 - 1er tour (groupe mondial) - Canada - France - 0 : 3         |            |       |              |                              |                                 |               |          |
| 1                                                                  | 09/11/1981 | Tokyo | Terre (ext.) | Sophie Amiach Corinne Vanier | Karen Dewis Hélène Pelletier    | 7-6, 6-4      | Parcours |
|                                                                    |            |       |              |                              |                                 |               |          |
| 1981 - 2e tour (groupe mondial) - Grande-Bretagne - France - 3 : 0 |            |       |              |                              |                                 |               |          |
| 2                                                                  | 09/11/1981 | Tokyo | Terre (ext.) | Sue Barker Virginia Wade     | Sophie Amiach Catherine Tanvier | 5-7, 6-1, 6-2 | Parcours |

## Classements WTA en fin de saison

### En simple
| Année | 1981 | 1982 | 1983 | 1984 | 1985 | 1986 | 1987 | 1988 | 1989 | 1990 | 1991 | 1992 | 1993 | 1994 | 1995 |
| Rang  | 167  | 160  | 158  | 76   | 121  | 225  | 504  | 211  | 129  | 224  | 235  | 235  | 198  | 229  | 440  |

Source : (en) « Classements de Sophie Amiach », sur le site officiel du WTA Tour

### En double
| Année | 1986 | 1987 | 1988 | 1989 | 1990 | 1991 | 1992 | 1993 | 1994 | 1995 |
| Rang  | 136  | 142  | 149  | 88   | 110  | 247  | 211  | 382  | 149  | 136  |

Source : (en) « Classements de Sophie Amiach », sur le site officiel du WTA Tour